# Alejandro Zambra

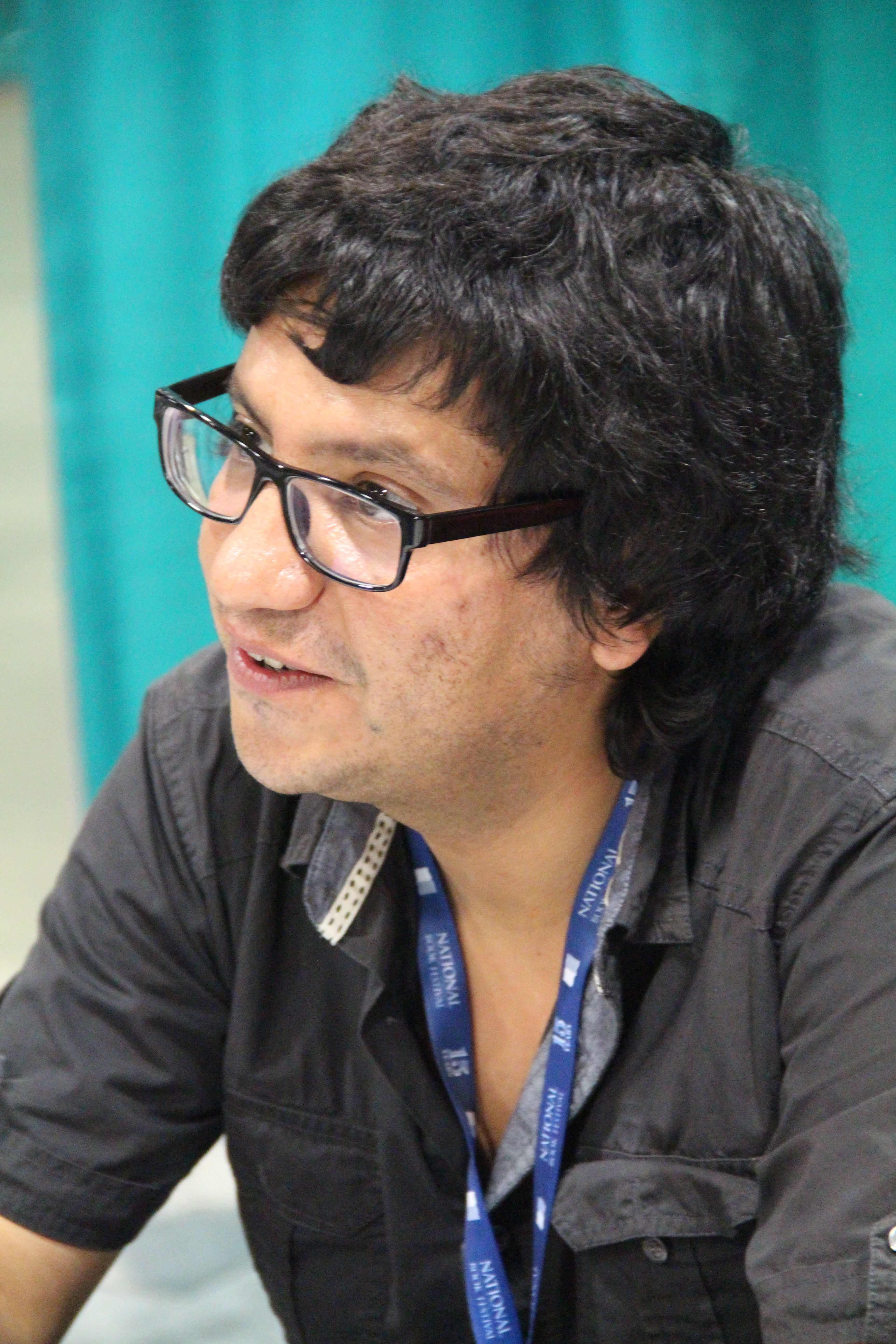
Alejandro Zambra beim National Book Festival 2015

Alejandro Zambra  (* 1975 in Santiago de Chile) ist ein chilenischer Romanautor, Lyriker und Literaturkritiker. Sein vielbeachteter Debütroman Bonsái ist 2006 mit dem chilenischen Kritikerpreis ausgezeichnet worden.

## Leben und Werk
Alejandro Zambra wurde 1975 in Santiago de Chile geboren. Nach dem Abschluss eines Philologie-Studiums promovierte er in spanischer Literatur an der Universidad Católica. Heute unterrichtet er an der Diego Portales-Universität in Santiago de Chile. Zambra schreibt regelmäßig literaturkritische Beiträge für verschiedene Zeitungen, unter anderem Las Últimas Noticias, El Mercurio, Le Tercera, The Clinic und El País.
Seinen bisher größten Erfolg erzielte Zambra mit seinem Debütroman Bonsái, der in verschiedene Sprachen übersetzt und von Christian Jiménez verfilmt worden ist. Es folgten die Romane La vida privada de los árboles (2007), Formas de volver a casa (2011; Die Erfindung der Kindheit, Suhrkamp 2012) und Poeta chileno (2020; Fast ein Vater, Suhrkamp 2021). Daneben veröffentlichte Zambra die beiden Gedichtbände Bahía Inútil (1998) und Mudanza (2003) und die Essaysammlungen No leer (2010) und No leer, recopilacion de criticas (2011).
In seinen Romanen setzt sich Zambra mit dem Aufwachsen in der Pinochet-Diktatur auseinander. In einem Interview nannte er die Literatur seiner Generation eine „Literatur der Kinder“, da er und seine Altersgenossen mit der Vorstellung großgeworden seien, dass der Roman den „Vätern der Literatur“ gehört und Geschichte etwas von den Vorfahren Vorgegebenes ist. „Es hat lange gedauert bis wir verstanden haben, dass wir unsere eigene Geschichte haben und auch etwas darüber sagen können.“
Für sein literarisches Schaffen erhielt Zambra zahlreiche Preise und Auszeichnungen. Darunter den Premio del Consejo Nacional del Libro de Chile 2006 für Bonsái und den Premio Altazor 2012 für Formas de volver a casa. 2010 nannte ihn die Zeitschrift Granta einen der wichtigsten 22 spanischsprachigen Gegenwartsautoren unter 35 Jahren.

## Werke (Auswahl)
- Bonsai. Roman. Editorial Anagrama, Barcelona 2006.
  - Bonsai. Roman.[3][4] Aus dem Spanischen von Susanne Lange. Suhrkamp Verlag, Berlin 2015.
- La vida privada de los árboles. Roman. Editorial Anagrama, Barcelona 2007.
- Bahía Inútil. Roman. Ediciones Stratis, 2008.
- Mudanza. El Quid Ediciones, Almería, 2003; Ediciones Tácitas, 2008.
- No leer. Essays. Ediciones Universidad Diego Portales, Santiago, 2010.
- Formas de volver a casa. Roman. Editorial Anagrama, Barcelona 2011,
  - Die Erfindung der Kindheit. Aus dem Spanischen von Susanne Lange, Suhrkamp Verlag, Berlin, 2012, ISBN 978-3-518-42334-9.[5]
- Mis documentos, Erzählungen. Editorial Anagrama, Barcelona 2013.
  - Ferngepräch, Erzählungen.[6]  Aus dem Spanischen von Susanne Lange, Suhrkamp, Berlin 2017, ISBN 978-3-518-42595-4.
- Poeta chileno, Editorial Anagrama, Barcelona, 2020.
  - Fast ein Vater. Roman.[7] Aus dem Spanischen von Susanne Lange, Suhrkamp, Berlin 2021, ISBN 978-3-518-42971-6.
- Literatura infantil, Editorial Anagrama, Barcelona, 2023.
  - Brief an meinen Sohn. Roman.[8] Aus dem Spanischen von Susanne Lange, Suhrkamp, Berlin 2025, ISBN 978-3-518-43237-2

## Sekundärliteratur
- Manuel Clemens: Die Erfindung des Protagonisten. Alejenadro Zambra unterläuft mit "Formas de volver a casa" den Anti-Bildungsroman. In: Weimarer Beiträge. Heft 4, 2015, S. 502–517.
- Manuel Clemens: Die Einsamkeit der Bücher. Unmittelbarkeit, Chaos und Habitus in Alejandro Zambras Roman "Fast ein Vater". In: Robin Bleser und Manuel Clemens (Hg.), Körperliche Gegenwart. Macht, Status und Sichtbarkeit physischer Präsenz, Münster: Lit Verlag 2025, S. 173-189.